# سن مارتینو دل لاگو
سن مارتینو دل لاگو (به ایتالیایی: San Martino del Lago) یک کومونه در ایتالیا است که در استان کریمونا واقع شده‌است.

## خصوصیات
سن مارتینو دل لاگو ۱۰٫۴ کیلومترمربع مساحت و ۵۰۱ نفر جمعیت دارد.